# آب‌انبار پاپک
آب‌انبار پاپک مربوط به دوره قاجار است و در کاشان، خیابان ملاحبیب اله شریف، کوچه پاپک واقع شده و این اثر در تاریخ ۱۰ خرداد ۱۳۸۲ با شمارهٔ ثبت ۹۰۴۳ به‌عنوان یکی از آثار ملی ایران به ثبت رسیده است.